# Пантелеимон (Сархо)
Митрополи́т Пантелеи́мон (фин. Metropoliitta Panteleimon, в миру Петри Сархо, фин. Petri Sarho; 17 мая 1949, Виеремя, Финляндия) — епископ Финляндской архиепископии Константинопольского патриархата; бывший митрополит О́улусский (швед. Улеа́боргский) (2002—2013).

## Биография
Родился 17 мая 1949 года в Виеремя, в Финляндии, в лютеранской семье. Родители до советско-финской войны жили в Карелии, неподалёку от города Сердоболя. В семье было шесть детей (у митрополита пять старших сестёр). Семья жила совсем не богато, но родители постарались сделать всё, чтобы дети получили хорошее образование.

### Образование
В 1969 году окончил школу с правом поступления в университет. В 1970 году перешёл из евангелическо-лютеранской церкви в Православие. В 1972 году окончил 3 класса православной семинарии в Куопио.
С 1972 по 1975 годы служил в финской армии и обучался в школе офицеров.
В 1977 году окончил Санкт-Петербургскую духовную академию со степенью кандидата богословия и в том же году был пострижен в монашество митрополитом Никодимом (Ротовым).

### Церковное служение
С 1973 по 1975 годы был разъездным регентом в районе Иломантси.
В 1977 году поступил в число братии Ново-Валаамского монастыря, где был пострижен в монашество и рукоположён во иеродиакона и иеромонаха.
С 1979 по 1997 годы являлся настоятелем Ново-Валаамского монастыря в сане игумена (в 1986 году был возведён в сан архимандрита).
В 1986—1992 годы являлся членом Синода.
В 1997 году был избран епископом Йоэнсууйским, викарием Карельской епархии и 16 марта 1997 года в Никольском соборе города Куопио рукоположён во епископа.
C 1 декабря 2001 по 1 февраля 2002 года временно исполнял обязанности управляющего Хельсинкской епархией.
1 апреля 2002 года был избран управляющим Оулуской митрополии.
27 сентября 2012 года, в связи с достижением пенсионного возраста, подал прошение об увольнении на покой, которое вступило в силу 1 июня 2013 года. После выхода на пенсию проживает в Куопио.